# Norgine
Norgine ist ein europäisches Pharmaunternehmen mit über 120 Jahren Geschichte und einer Präsenz in verschiedenen europäischen Märkten sowie in Australien und Neuseeland. Der Umsatz betrug im Jahr 2023 über 500 Millionen Euro. Die Zentrale befindet sich in Amsterdam, Niederlande. Standortübergreifend beschäftigt Norgine mehr als 1400 Mitarbeiter. Seit Januar 2025 ist Janneke van Kamp der CEO. Die Geschäftszentrale von Norgine in Deutschland befindet sich seit 2018 in Wettenberg bei Gießen (Hessen).

## Tätigkeitsgebiet
Norgine entwickelt und vertreibt sowohl rezeptfreie als auch rezeptpflichtige Arzneimittel für verschiedene Therapiegebiete. Unternehmenseigenen Angaben zufolge ist das Ziel, gezielt therapeutische Lücken zu schließen. Das Unternehmen ist auf die Bereiche Gastroenterologie, pädiatrische Onkologie und Hepatologie spezialisiert. Im Jahr 2023 versorgte Norgine mit seinen Produkten mehr als 25 Millionen Patienten.

## Kooperationen
Norgine lizenziert oder erwirbt auch Produkte, die sich in einem fortgeschrittenen Entwicklungsstadium befinden oder bereits zugelassen sind. Kooperationspartner sind z. B. Abbott, Mundipharma und Takeda.